# José Cazorla Pérez
José Cazorla Pérez (Granada, 29 de marzo de 1931- Granada, 15 de marzo de 2016) fue un sociólogo y politólogo español, destacado por sus aportaciones a las ciencias sociales en España y, en especial, en Andalucía.

## Biografía
José Cazorla se licenció en Derecho en la Universidad de Granada, donde obtuvo el doctorado con premio extraordinario en 1964. Cinco años más tarde ganó por oposición la cátedra de Derecho político en la misma universidad, donde pasó la mayor parte de su carrera como académico e investigador, salvo un corto periodo de estancia en Estados Unidos. Impulsó en la España de los años 1970 y 1980 los primeros pasos para la institucionalización de las ciencias sociales. Decano de la Facultad de Derecho desde 1980 a 1982, puso en marcha la tercera Facultad española de Ciencias Políticas y Sociología en la universidad granadina de la que fue su primer decano (1988-1992). Desde su jubilación hasta su fallecimiento fue profesor emérito.
Su obra se condensa en una veintena de libros, más de cincuenta capítulos en obras colectivas y por encima del centenar de artículos científicos, vinculados todos ellos a la estructura regional y social de Andalucía y España. Fue el primer presidente de la Federación de Asociaciones de Sociología del Estado español, que luego daría lugar a la actual Federación Española de Sociólogía.
Durante el proceso autonómico andaluz, fue un gran defensor de la Andalucía única, aunque posteriormente con los años centró su crítica en el papel que había quedado para Granada tras la constitución de la autonomía andaluza. Si bien en 1980 respondía a los críticos del centralismo autonómico que "si hubiera sospechas de centralismo, tiempo habría de impedirlo", en 1994 sentenció que se estaba consiguiendo "en los últimos doce años que Granada pasase a la categoría de suburbio sevillano".
Recibió numerosos premios y reconocimientos, entre los que se encuentran el Premio Andalucía de Periodismo (1985), el Premio Nacional de Ciencia Política y Sociología (1988), la Encomienda de la Orden de Isabel la Católica y la Medalla de Andalucía (2004).